# 双纹漏斗蛛
双纹漏斗蛛（学名：Agelena bistriata）为漏斗蛛科漏斗蛛属的动物。分布于俄罗斯以及中国大陆的等地。